# هادي خفاجة
هادي خفاجة (2 نوفمبر 1995)، ممثل مصري. بدأ التمثيل بسن الثالثة، وهو شقيق الممثل الشاب شادي خفاجة.شارك في عام 2006 في مسلسل حدائق الشيطان وأدى فيه دور الطفل الصعيدي، كما شارك في العديد من الأدوار التلفزيونية مثل مسلسلات فارس بلا جواد والناس في كفر عسكر ولحظات حرجة وهيمه أيام الضحك والدموع عباس الأبيض في اليوم الأسود | (مسلسل) المداح.

## أعماله
- المداح 2021
- شيخ العرب همام (آخر ملوك الصعيد)
- مسلسل 2010 درويش ولد همام
- ريش الطاووس
- رسوم متحركة 2010
- راجل وست ستات (ج6) (2010)
- راجل وست ستات (ج 7)
- أبو ضحكة جنان (مسلسل)
- صياد اليمام (2009)
- أن غاب القط (2009)
- بدون رقابة (2009)
- شعبان الفارس (2008)
- هيمه - أيام الضحك والدموع (2008)
- العارف بالله (2008)
- خارج على القانون (2007)
- عائلة مجنونة جداً (2007)
- حدائق الشيطان (2006)
- 16. مهمة صعبة
- فيلم 2006 هشام
- 17. عبده مواسم
- فيلم 2006
- 18. سوق الخضار
- مسلسل 2006 طفل
- 19. أبو على
- فيلم 2005
- 20. هيا ارنولد
- رسوم متحركة 2005 ارنولد
- 21. مسلسل ونيس (شرف الدين)
- رسوم متحركة 2005 السنجاب تيكو
- 22. عباس الأبيض في اليوم الإسود
- مسلسل 2004 وحيد
- 23. عفاريت السيالة
- مسلسل 2004 طفل
- 24. الناس في كفر عسكر
- مسلسل 2003
- 25. الليل وآخره
- مسلسل 2003 طفل
- 26. فارس بلا جواد
- مسلسل 2002 حافظ في سن الطفولة
- 27. خريف أدم
- فيلم 2002 صبري الطفل
- 28. العطار والسبع بنات
- مسلسل 2002 ممدوح سيف العطار
- 29. عائلة الحاج متولي
- مسلسل 2001 سعيد في سن الطفولة
- 30. الضيف الصغير
- تمثيلية 1998

## روابط خارجية
- هادي خفاجة على موقع IMDb (الإنجليزية)
- هادي خفاجة على موقع الدهليز
- هادي خفاجة على موقع قاعدة بيانات الأفلام العربية